# Восточный экспресс

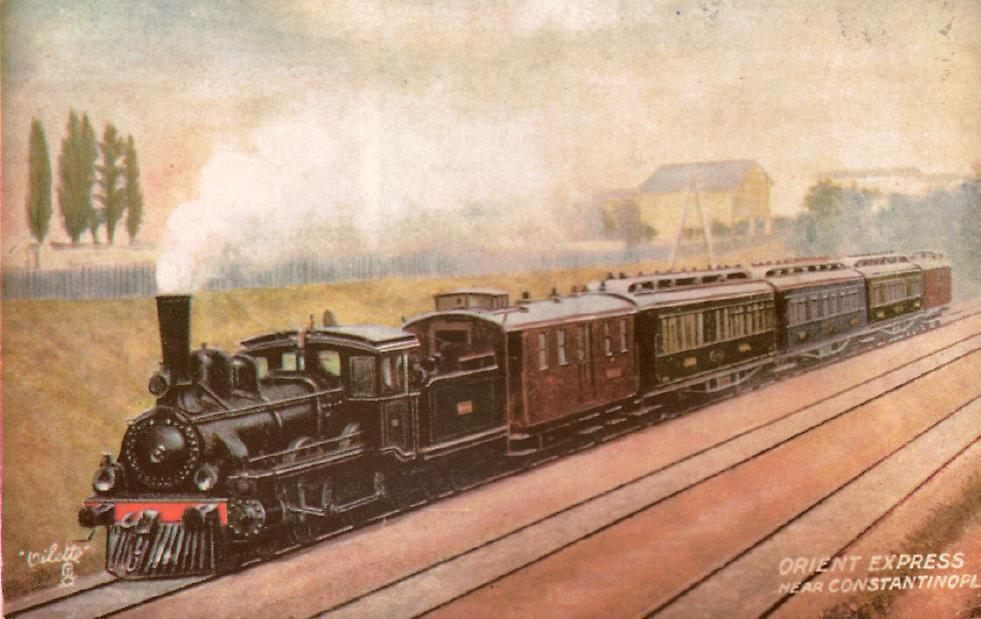
Открытка с изображением «Восточного экспресса» (1900)

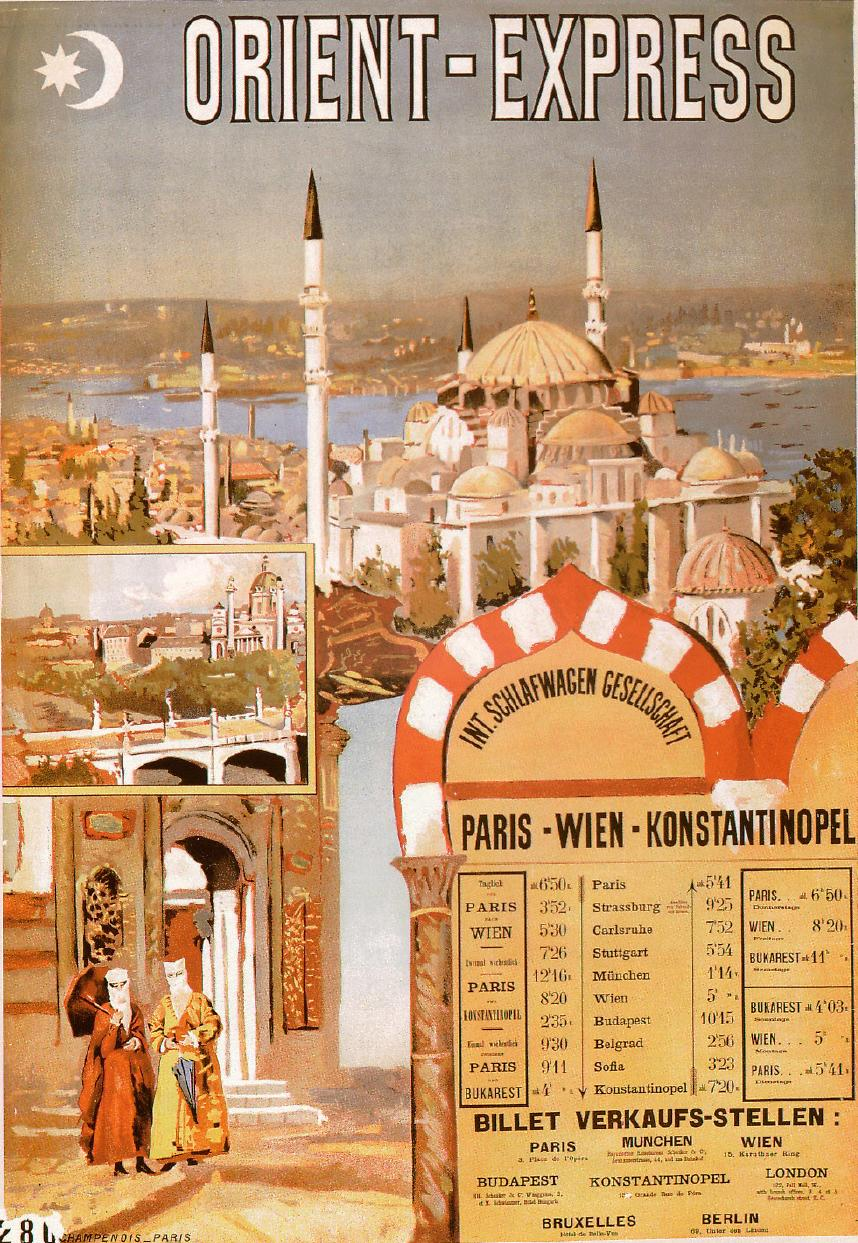
Рекламный плакат Восточного экспресса 1891 года

Восточный экспресс (фр. Orient-Express) — пассажирский поезд класса «люкс» частной компании Compagnie Internationale des Wagons-Lits, курсировавший между Парижем и Константинополем (Стамбулом) в 1883—1977 годах.
В разное время в «Восточном экспрессе» путешествовали Франц-Иосиф, Елизавета II, Шарль де Голль, Агата Кристи и другие знаменитости.
Восточный экспресс известен благодаря ряду литературных и кинематографических произведений, особенно детективному роману Агаты Кристи «Убийство в „Восточном экспрессе“».

## История

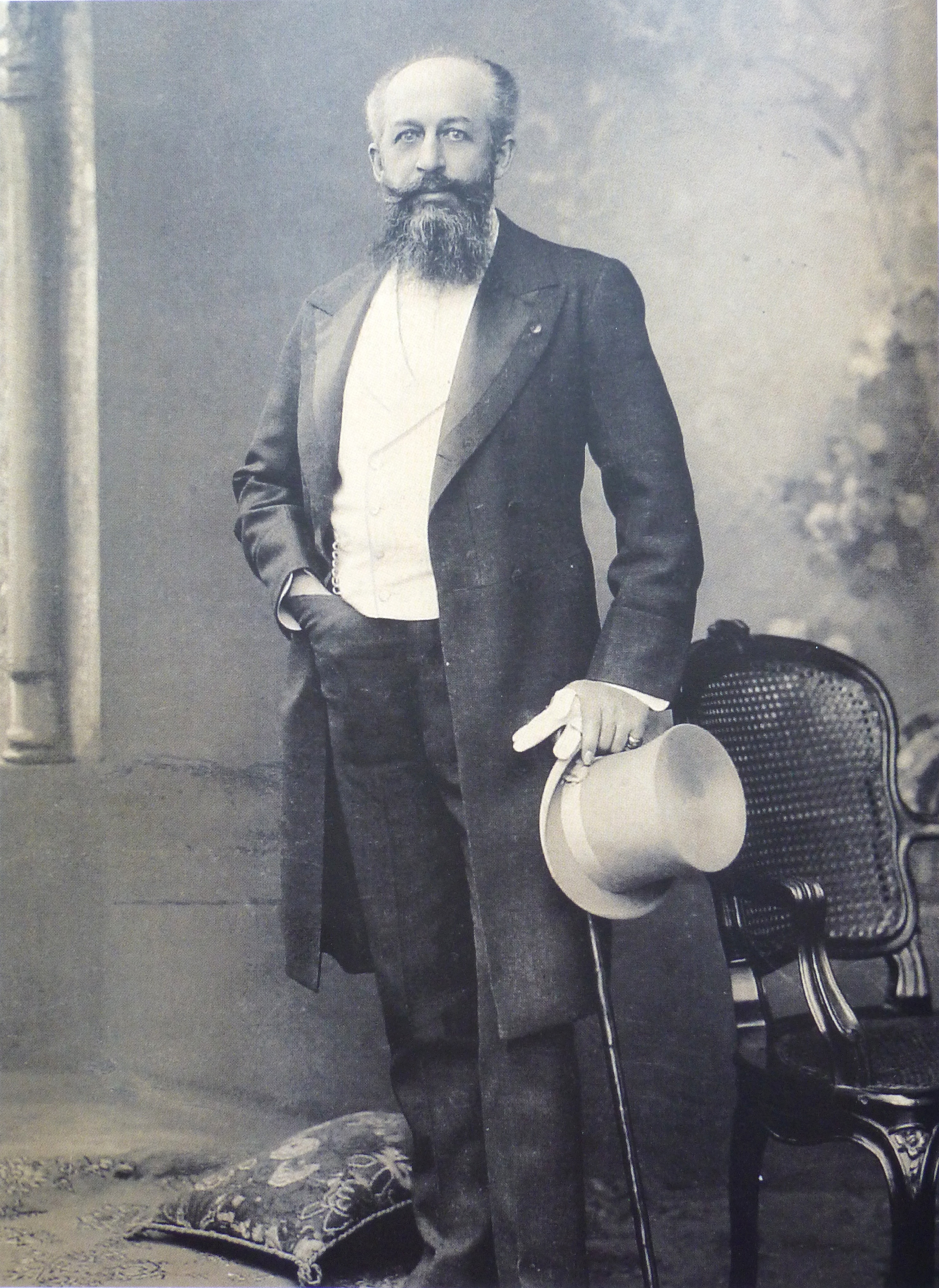
Жорж Нагельмакерс фотографа Надара

### Предпосылки
С расширением железнодорожных сетей с 1850 года возникла необходимость соединить ветки соседних государств для улучшения международного сообщения. Вырос спрос на комфортные поезда, представленные американским предпринимателем Джорджем Пулманом. Жорж Нагельмакерс с 1870 года пытается ввести спальные вагоны в Европе.
В это же время национальные железнодорожные управления начали вводить трансграничные скоростные поезда. Первый путь в 1867 году соединил Париж и Вену. При вечернем выезде из Парижа поездка занимала две ночи и один день. Движение временно прекратилось в связи с Франко-прусской войной 1870—1871 годов. Маршрут, однако, остался востребован и стал первым соединением, на основе которого Нагельмакерс приступил к реализации своей идеи европейской люксовой сети поездов.

### Создание CIWL и Восточного экспресса
4 октября 1872 года Нагельмакерс основал «Compagnie de Wagons-Lits» и вскоре подписал с соответствующими железнодорожными компаниями первые контракты на поставку спальных вагонов для маршрутов Остенде — Кёльн, Остенде — Берлин, а также Вена — Мюнхен. Финансовые трудности вынудили Нагельмакерса взять в долю американского инвестора Уильяма д’Альтона Манна и переименовать компанию в «Железнодорожную компанию спальных вагонов Манна» (англ. Mann’s Railway Sleeping Carriage Co. Ltd.). В 1874 году установлен первый маршрут из Парижа в Вену. Вагоны перевозились обычными экспресс-поездами, позже названными курьерскими. В 1876 году Манн потерял интерес к делу, и Нагельмакерс 4 декабря 1876 года в Брюсселе основал по сей день существующую «Compagnie Internationale des Wagons-Lits» (CIWL). Главным акционером выступил бельгийский король Леопольд II.

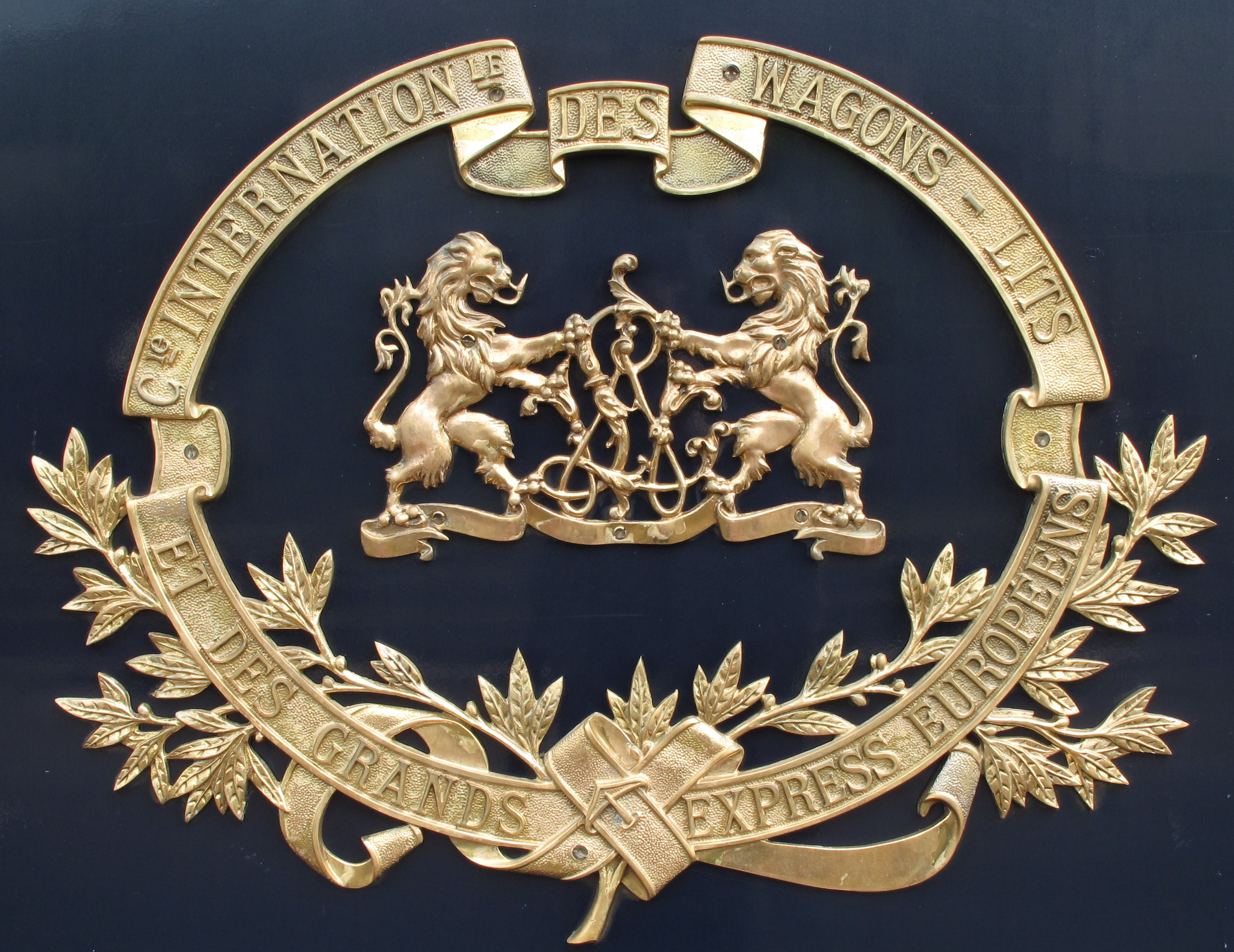
Герб компании CIWL

В Османской империи основанная бароном Морисом де Гиршем «Compagnie des Chemins de fer Orientaux» в 1869 году расширяла сеть от Салоников и Константинополя к европейским областям Османского государства с конечной целью соединиться с европейской железнодорожной системой. Согласно постановлению Берлинского конгресса 1878 года получившее независимость Княжество Болгария обязалось завершить строительство развязки. Также по решению конгресса освобождённые от турецкого ига Румыния и Сербия согласились продолжить строительство своих железнодорожных развязок с целью наладить контакты с Центральной Европой. В 1878 году первые спальные вагоны компании CIWL преодолели путь Вена — Оршова, достигнув Дуная в районе Железных Ворот.
Высокий спрос и успехи развития компании позволили Нагермакерсу в феврале 1883 года заключить контракт на создание Восточного экспресса. Сначала поезд дважды в неделю ходил по маршруту Париж — Джурджу, а от Джурджу пассажиры паромом по Дунаю доплывали до города Русе. Здесь Румелийская железная дорога вела до Варны, где осуществляла перевозки австрийская судоходная компания Австрийский Ллойд. CIWL обеспечивала поезда как минимум двумя спальными, двумя багажными вагонами и вагоном-рестораном, оснащёнными газовым и электрическим освещением, паровым отоплением и воздушным тормозом Вестингауза. Вагоны обслуживали специалисты компаний «Chemin de Fer de l’Est» и «Reichseisenbahn Elsaß-Lothringen». Тарификация подразумевала покупку билета первого класса и доплату 20 % за спальный вагон.
Первое отправление Восточный экспресс, называвшийся тогда «Express d’Orient», совершил 5 июня 1883 года от Восточного вокзала в Париже. Лишь один спальный вагон из прочих вагонов CIWL тогда стоял на вагонной тележке. К укрупнению вагонов Нагельмакерс прибег после выхода с Мюнхенских фабрик собственных новых вагонов на вагонных тележках. Время в пути из Парижа в Константинополь составило 81 час 40 минут.
4 октября 1883 года состоялось торжественное официальное отправление с Восточного вокзала Парижа, собравшее представителей железнодорожных компаний, государственных служащих и журналистов, включая Генриха Бловица и Эдмона Абу. Оба журналиста опубликовали восторженные отзывы о поездке, которые значительно добавили популярности Восточному экспрессу. В каждой стране, которую проезжал экспресс, пассажирам предлагали блюда местных кухонь и фольклорные выступления, а в Румынии король Кароль I принял путешественников в замке Пелеш.
Благодаря спросу на путешествия Восточным экспрессом, с 1 июня 1884 года курсирование поезда из Парижа в Вену стало ежедневным. Компания Нагельмакерса с этого же года изменила своё название на новое — «Compagnie Internationale des Wagons-Lits et des Grands Express Européens». Тогда же в Сербии завершилось строительство линии между Белградом и Нишем, и Восточный экспресс раз в неделю совершал поездки в эти края. Ниш с Софией и далее с Белово связывала лишь труднопроходимая дорога, доступная конному экипажу. В Белово можно было пересесть на румелийский поезд до Константинополя. После соединения сербской железной дороги с линией Салоники-Скопье в 1887 году железная дорога протянулась от Ниша до османских Салоников.

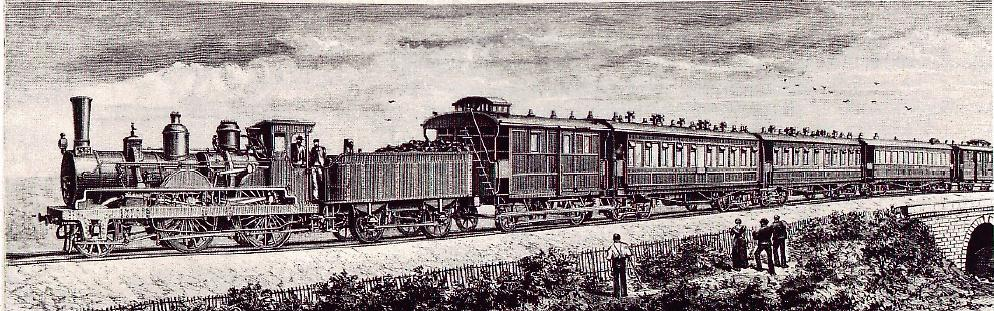
Первый Восточный экспресс (1883 г.)
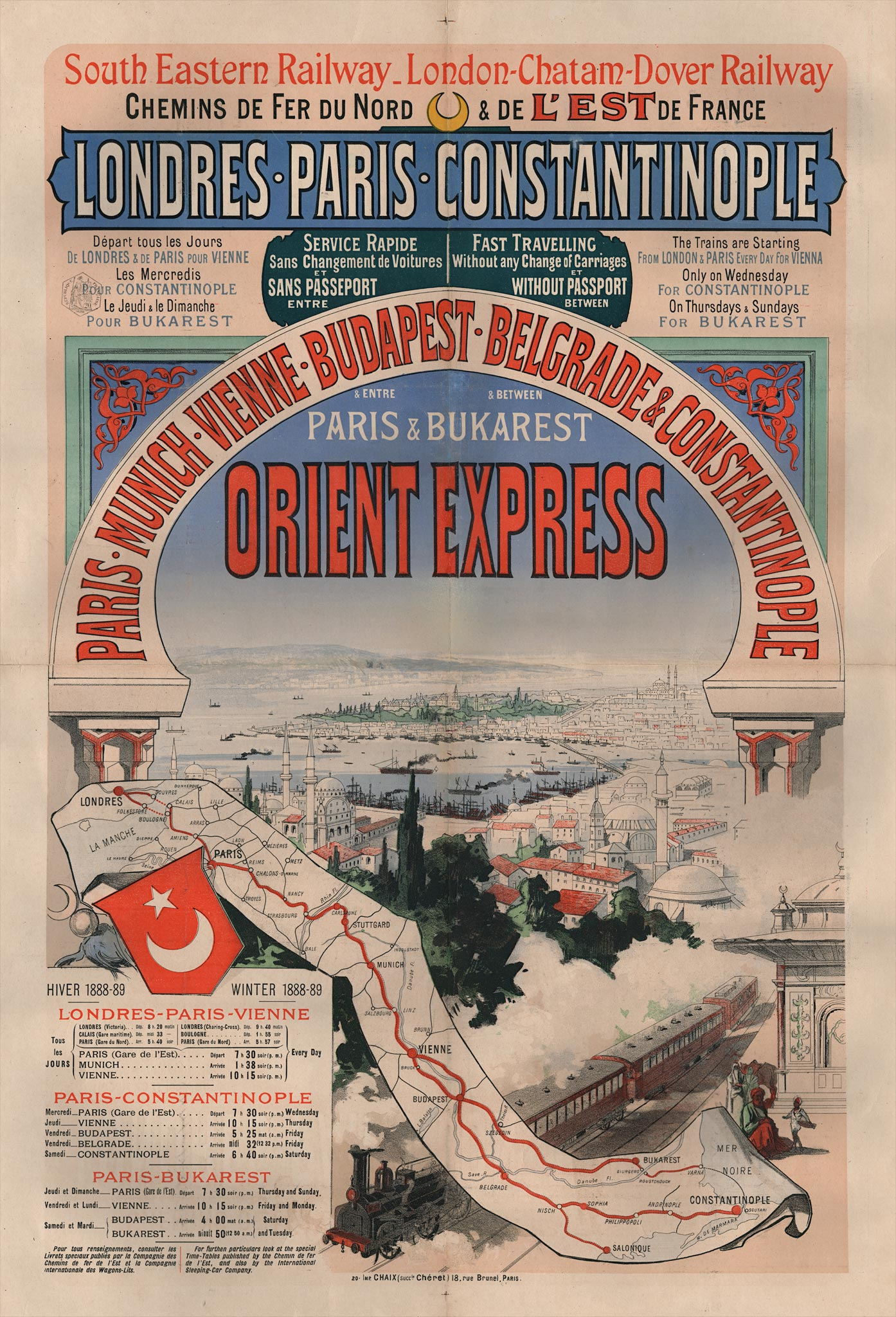
Афиша, рекламирующая «Восточный экспресс» 1888 года
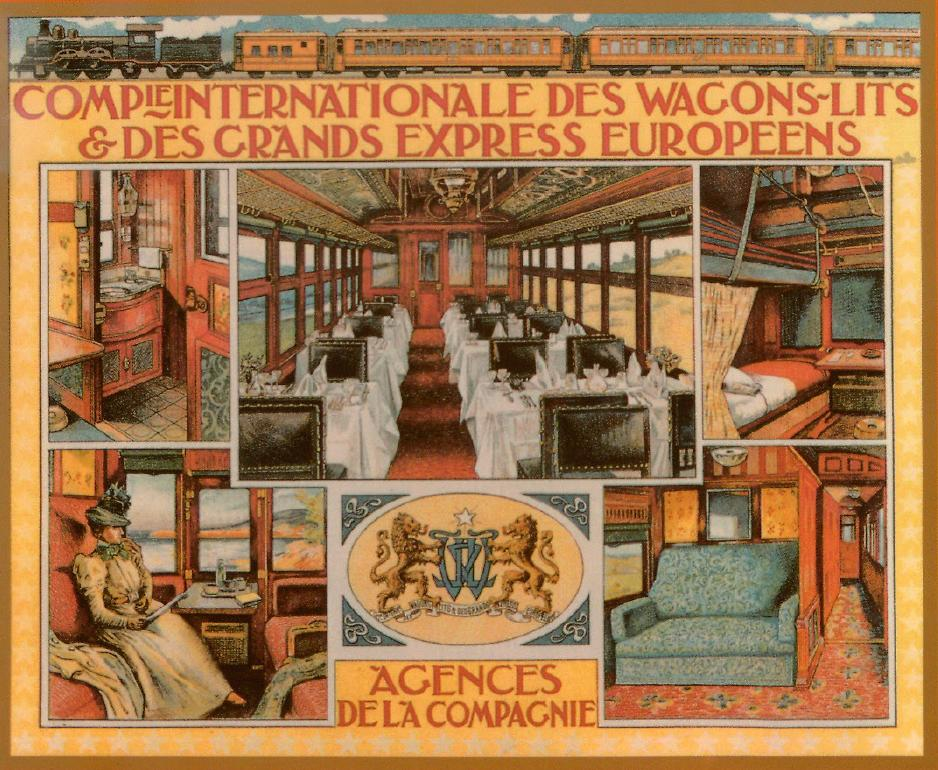
Убранство вагонов первого класса (из рекламного проспекта 1898 года)
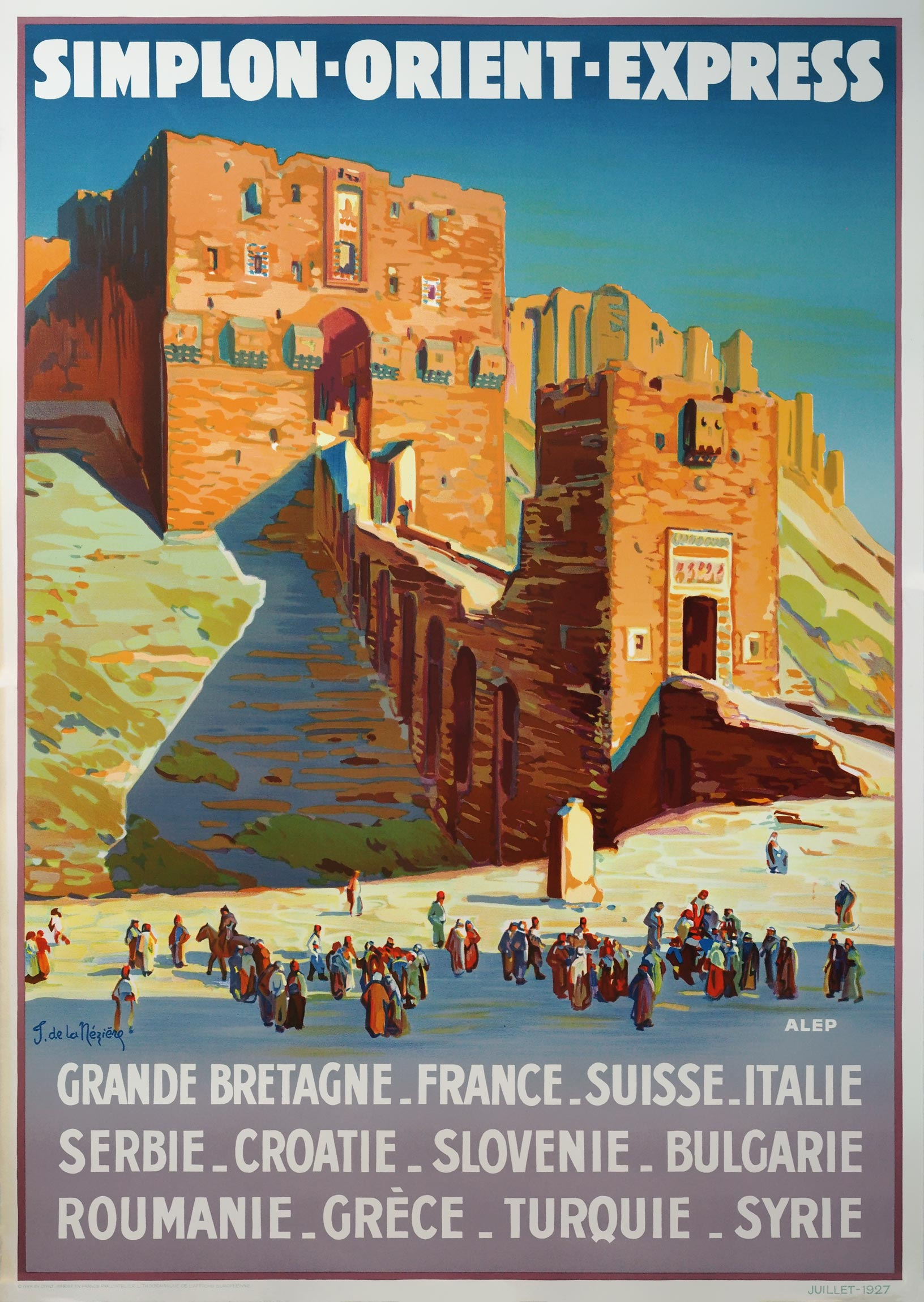
Рекламный плакат Simplon-Orient-Express работы Жозефа де Незьера
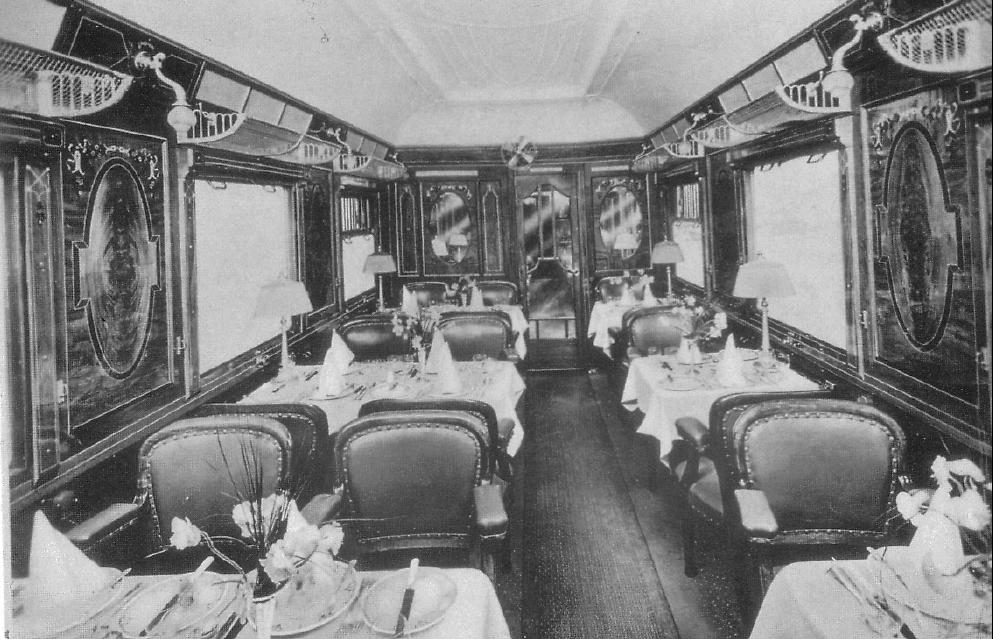
Вагон-ресторан (1900 год)
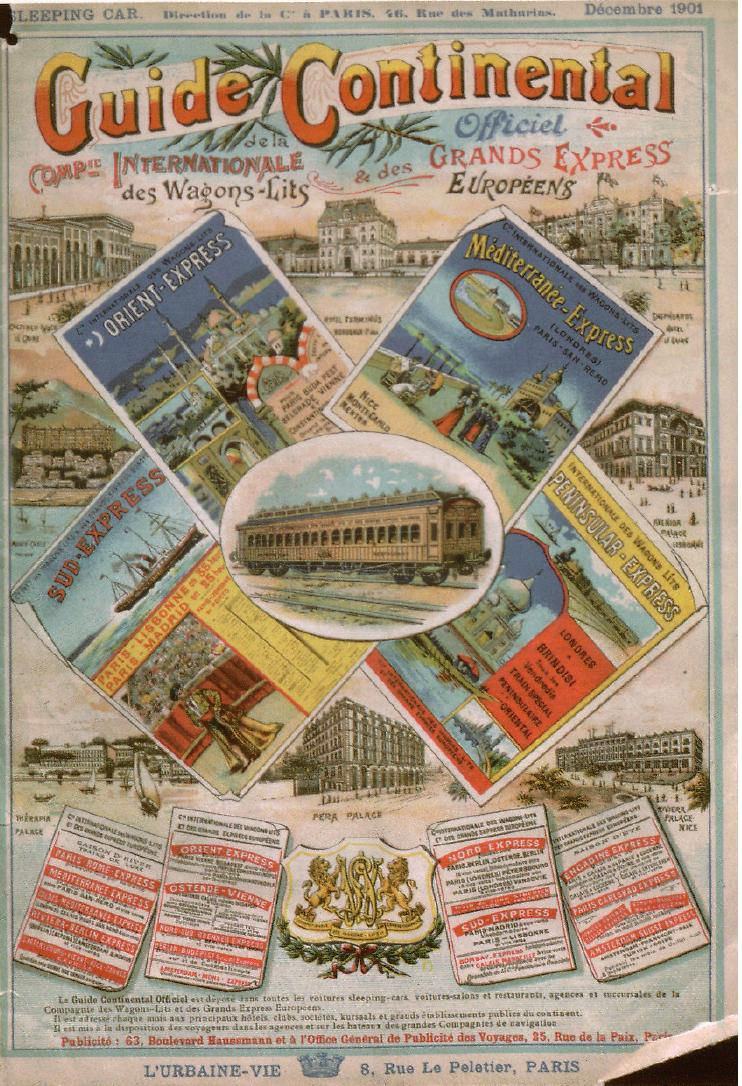
Гид 1901 года
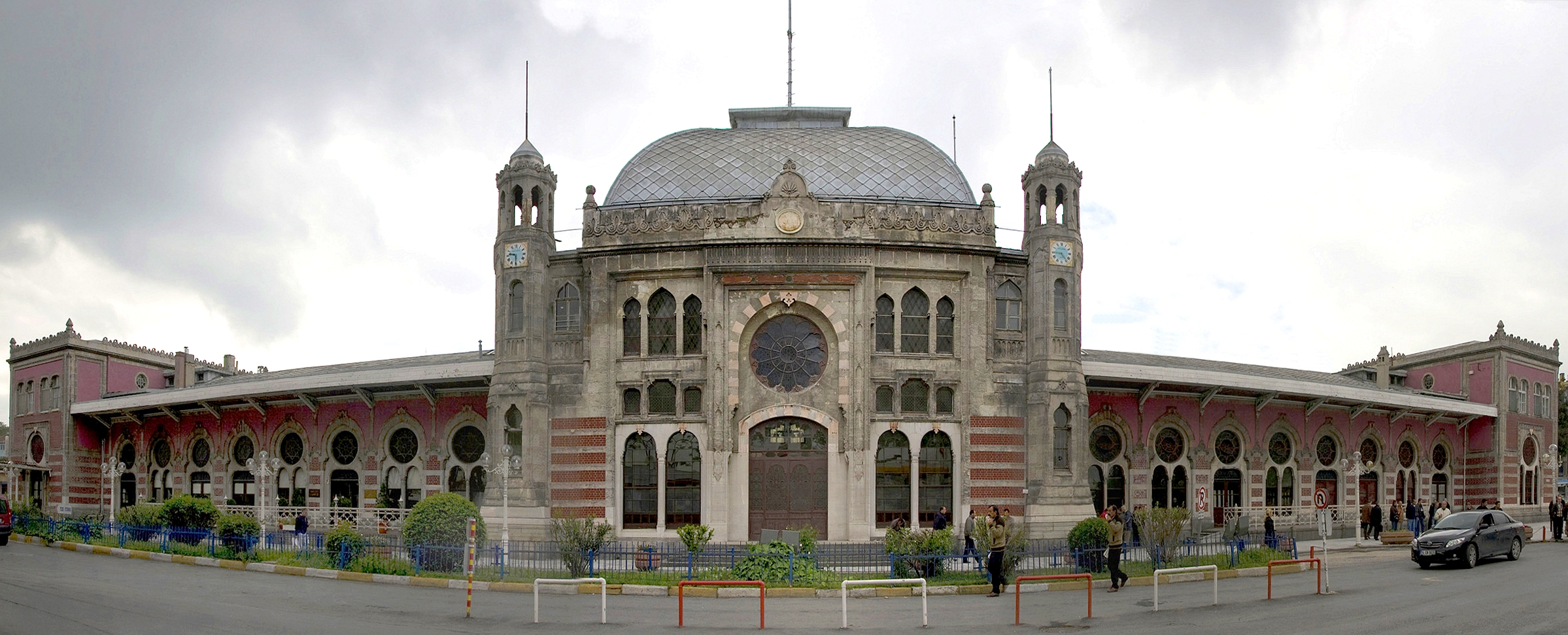
Конечная остановка Восточного экспресса - вокзал Сиркеджи в Стамбуле

### Непрерывное железнодорожное сообщение до Константинополя
В 1888 году Болгарские государственные железные дороги, наконец, проложили пути к сербской границе, где через Цариброд (современный Димитровград) дорога соединялась с Нишем. С 12 августа 1888 года Восточный экспресс вновь курсировал по маршруту Будапешт — Белград — София — Константинополь. В 1890 году константинопольская конечная станция заменена на станцию Müşir-Ahmet-Paşa (современный вокзал Сиркеджи). В сравнении с 1883 годом время в пути до Константинополя сократилось на 14 часов. Расстояние между Парижем и Стамбулом, превышающее 3000 км, «Восточный экспресс» изначально преодолевал за 67 часов.
В дополнение к поездам до Константинополя, отправлявшимся дважды в неделю, появился дополнительный маршрут до Бухареста. В это время альтернативой дорогому Восточному экспрессу стал более дешёвый простой поезд с тремя классами, ходивший по маршруту Белград — Константинополь.

### Развитие до 1914 года

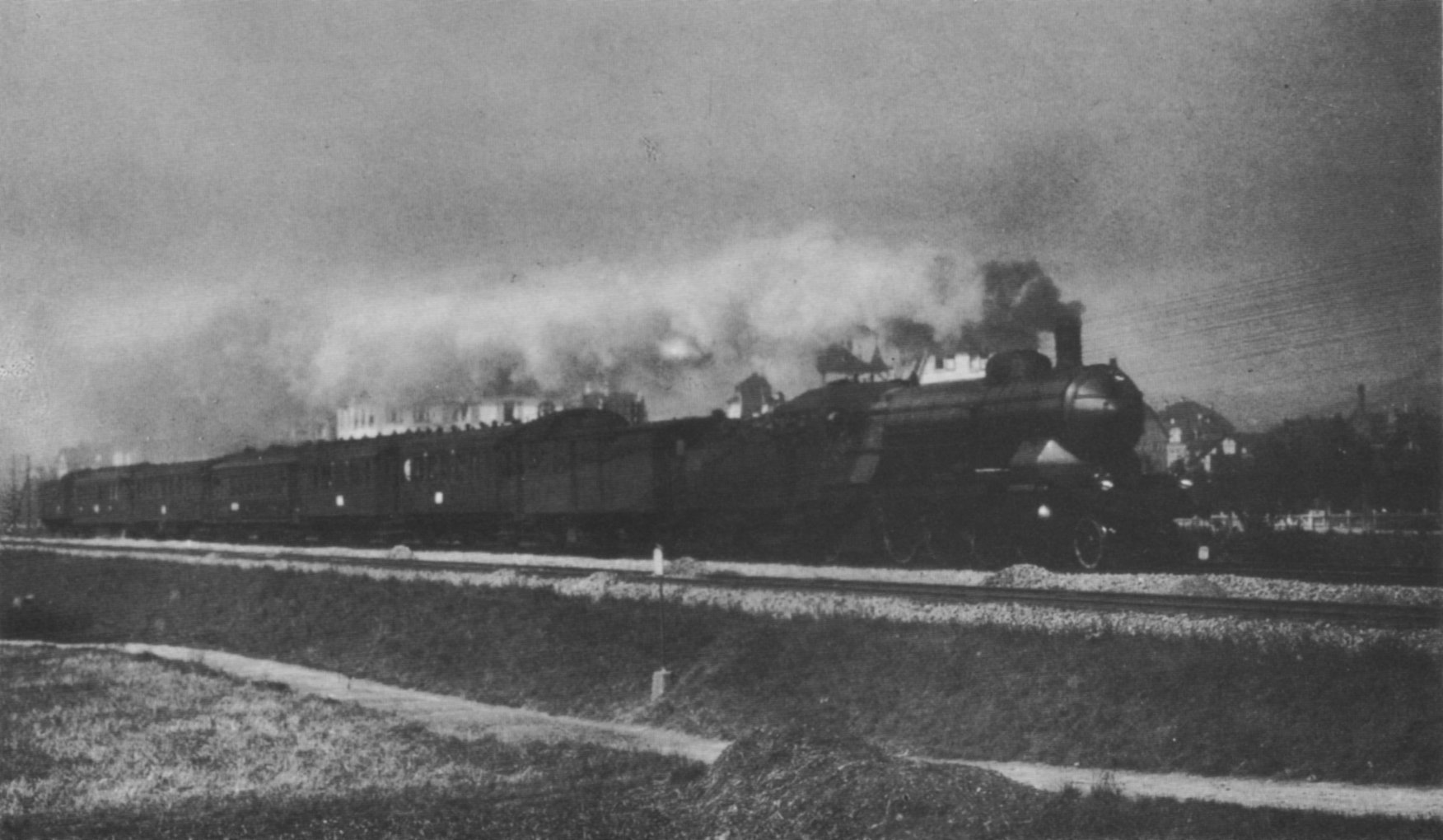
Восточный экспресс класса С, фото ранее 1914 года

Для повышения привлекательности Восточного экспресса для его пассажиров в Константинополе, в районе Пе́ра, открыли гостиницу Пера Палас. До 1914 года Восточный экспресс преодолевал расстояние от Парижа до Константинополя на 18 часов быстрее обычного поезда. Вскоре Восточный экспресс пополнился вагонами беспересадочного сообщения и новыми маршрутами. С 1894 года благодаря согласованности расписания пассажиры из Лондона с Остенде-Вена экспресса могли в Вене пересесть на Восточный экспресс. Открытый к Всемирной выставке в Париже 1889 года маршрут Кале — Париж на роскошных поездах «Club Train» из-за низкого спроса пришлось остановить в 1893 году. После налаживания железнодорожного сообщения между городами с 1890 года Восточный экспресс начинает совершать постоянные перевозки по маршруту Париж — Вена — Будапешт (иногда София) — Константинополь, а также через Бухарест в Констанцу. До 1909 года Восточный и Остенде-Вена экспрессы были стыковочными. Восточный экспресс называли Королём поездов, Поездом королей. Он связывал Париж с основными портами и пунктами Средней и Восточной Европы и Балканского полуострова.
Восточный экспресс становился предметом политических споров между государствами, ведущими совместно со своими железнодорожными управлениями борьбу за установление прибыльных связей на пролегающих маршрутах. Поезда CIWL были единственными спальными и комфортными на прусских железных дорогах, пока в 1884 году Пруссия не установила контроль над прежде частными железнодорожными путями. Спустя 11 лет переговоров и посредничества различных европейских государств CIWL удалось в 1896 году установить соединение с Норд-Экспрессом. Впервые люксовый поезд Восточного экспресса из Берлина до Будапешта отправился 27 апреля 1900 года с перспективой ежедневного отправления, но впоследствии сохранением частоты отправления — дважды в неделю. До того курсировали поезда по маршруту Берлин — Вена — Будапешт. Уже в 1902 году маршрут остановлен из-за низкого спроса. В 1906 году возобновлённый маршрут Кале — Вена вновь пришлось закрыть из-за низкого спроса. Такие показатели говорят о невысоком спросе на поезда, хотя довоенный Восточный экспресс окупался и с 14 пассажирами.

### Первая мировая война
Во время Первой мировой войны маршруты Восточного экспресса были разрезаны военными фронтами, и движение остановилось. Доминирующая французская компания CIWL не устраивала Центральные державы. На замену 15 января 1916 года компанией Mitropa был проложен балканский маршрут от Берлина до Константинополя с частичным использованием захваченных поездов CIWL от Восточного экспресса. Путь пролегал через оккупированную Сербию и все союзные государства: Германский рейх, Австро-Венгрию, Болгарию и Османскую империю. После выхода Болгарии из войны балканский поезд отправился в свой последний путь 15 октября 1918 года.

### Между войнами

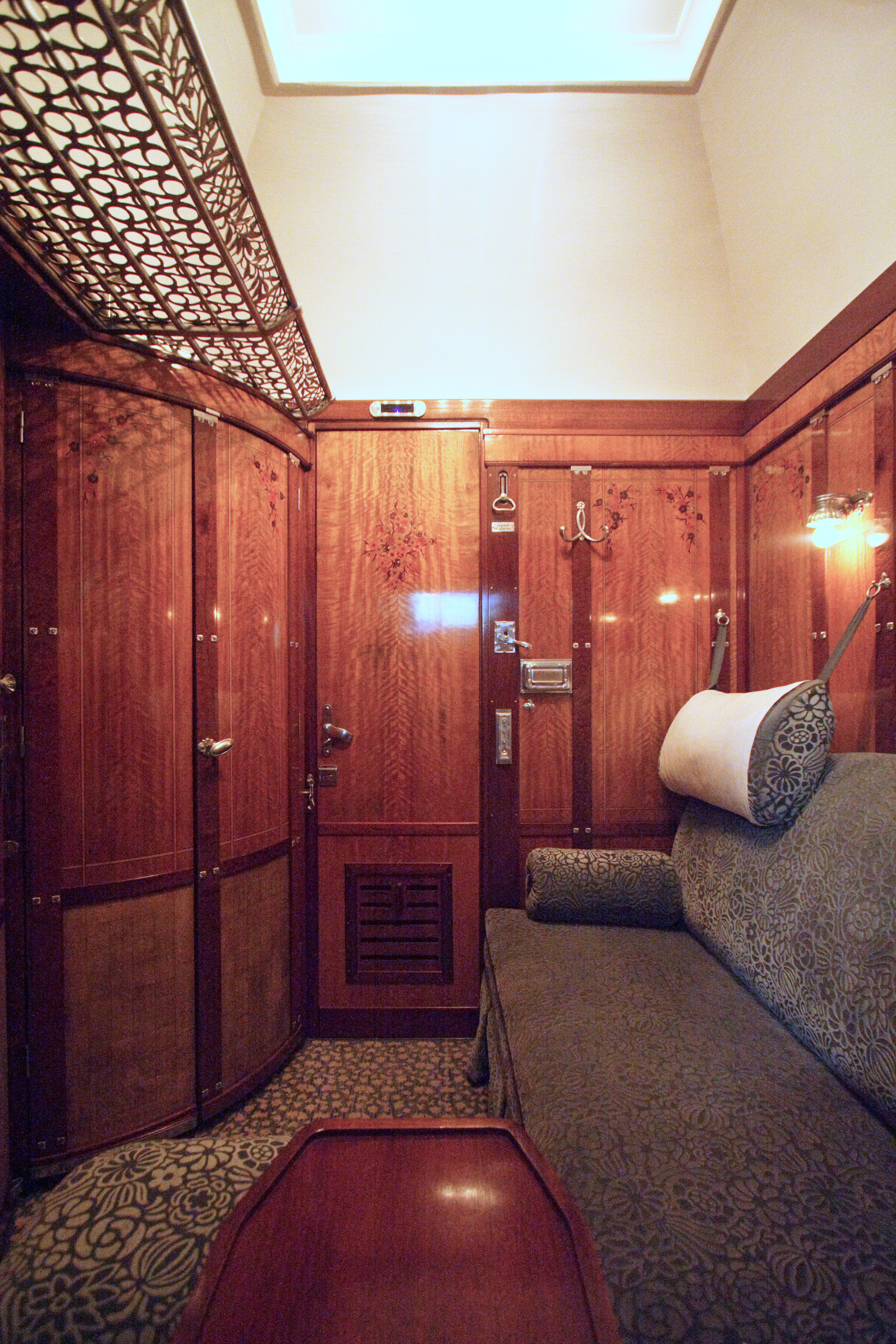
Спальный вагон образца 1929 года

После войны CIWL получил назад свои конфискованные поезда, которые пережили войну. Для поддержания связей между Францией и недавно созданными государствами Центральной и Восточной Европы в санитарном кордоне с февраля 1919 года вагоны CIWL были оснащены так называемым «Train de luxe militaire», предназначенным исключительно для высокопоставленных военнослужащих союзников и политиков. Восточный экспресс не шёл теперь по маршруту южной Германии, а через Швейцарию, Арльбербан в Вену и далее — в Варшаву. Пересадка на Прагу производилась в Линце. По результатам Парижской мирной конференции 1919 года направление движения в Восточную Европу было перемещено с юга Германии и Австрии на Симплонский тоннель, северную Италию и Триест. По этому маршруту начал ходить поезд «Simplon-Orient-Express».
Однако высокий спрос заставил вернуть прежний маршрут Восточного экспресса. Его краткосрочное перенесение на Арльбергскую железную дорогу на время Рурского конфликта 1923 года привело в 1932 году к созданию роскошного рейса через Альпы «Arlberg Orient Express».
В 1920-е годы CIWL экспериментировал с поездами и маршрутами, установив стандарты в 1932 году, просуществовавшие до начала Второй мировой войны.

### Вторая мировая война
С началом войны движение Восточного экспресса через южную Германию и Арльбергского Восточного экспресса через Австрию прекратилось. На отрезке Мюнхен — Бухарест Восточный экспресс курсировал до мая 1940 года, также имелся состав из Цюриха. Руководством участка занималась немецкая «Mitropa». До вступления в войну Италии Simplon-Orient-Express продолжал движение по своему маршруту до мая / июня 1940 года. C октября 1940 года все железные дороги курировались «Mitropa», которая определила маршруты Берлин — Белград — Афины — София и Париж — Мюнхен — Вена — Будапешт. Неофициальным преемником Восточного экспресса стал D 148/147 от «Mitropa» с маршрутом Берлин — Вена — София и Париж — Мюнхен — Будапешт. CIWL сохранил за собой пути в Италии и Турции и до 1943 года держал маршрут из Рима и Турина до Белграда и Софии. Пересадка в Турцию осуществлялась в Софии и приграничном Свиленграде. Со свержением Муссолини в 1943 году прекратилось движение поездов CIWL, а с 1944 года и поездов «Mitropa» по Балканам.

### После войны

История маршрутов «Восточного экспресса»

После Второй мировой войны Восточный экспресс, «Simplon-Orient-Express» и «Arlberg-Orient-Express» возобновили движение с сентября 1945 года. Поезда перестали быть люксовыми с 1950 года и наряду с другими люксовыми поездами были упразднены и заменены стандартными поездами.
В 1948 году был пущен Balt-Orient-Express по маршруту Штутгарт — Белград.
В 1977 году движение по направлению Париж — Стамбул возобновил Direct-Orient. Восточный экспресс возобновил движение во времена железного занавеса, соединив Мюнхен, Вену, Бухарест и Будапешт. С 2002 года как ночной экспресс Париж — Вена Восточный экспресс с июня 2007 года расширил движение в направлении Страсбург — Вена. В декабре 2009 года этот маршрут закрыли из-за изменения расписания, а спустя 126 лет своего существования Восточный экспресс был выключен из системы расписания.
С середины 1970-х годов различные туристические компании занимались восстановлением старых маршрутов, по которым курсируют поезда, не включённые в стандартное расписание европейских железных дорог, и носят название Восточного экспресса.

## Катастрофы
Восточный экспресс неоднократно становился участником транспортных катастроф, как случилось 9 апреля 1910 года в Витри-ле-Франсуа и 7 декабря 1927 года в Стамбуле.
3 ноября 1919 года поезд маршрута «Simplon-Orient-Express» внепланово задержался в Пон-сюр-Йонн, а машинист следом идущего локомотива пропустил предупреждающий сигнал и допустил столкновение с поездом. В результате аварии погибло не менее 18 человек, пострадало от 42 до 60 человек.
В 1921 году в Румынии поезд сошёл с рельсов; в 1924 году у Белграда поезд столкнулся с грузовым поездом. 6 ноября 1929 года Восточный экспресс в Витри-ле-Франсуа наехал на стоящий грузовой поезд, в результате чего машинист локомотива, кочегар и кондуктор погибли.
21 октября 1957 года недалеко от Стамбула произошло лобовое столкновение с пригородным поездом (Железнодорожная катастрофа в Ярымбургазе). Погибли 95 человек, 150 получили ранения.

## Восточный экспресс в массовой культуре

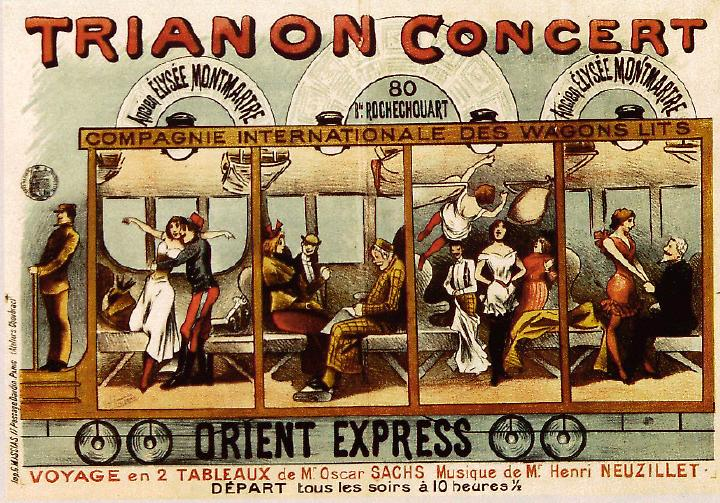
Плакат к театральной постановке «Восточный экспресс» 1896 года

- 1997 — The Last Express (компьютерная игра)

### Кинематограф
- 1934 — Восточный экспресс
- 1963 — Из России с любовью
- 1974 — Убийство в «Восточном экспрессе»
- 1984—1993 — телесериал «Санта Барбара» (США)
- 1985 — Любовь в восточном экспрессе
- 1989 — Мой XX век
- 1993 — Ночной поезд в Венецию
- 1999 — Сабрина — маленькая ведьма (6 сезон, 4 серия)
- 2000 — 102 далматинца
- 2001 — Убийство в «Восточном экспрессе»
- 2005 — Турецкий гамбит
- 2014 — Мумия в «Восточном экспрессе» (эпизод сериала «Доктор Кто»)
- 2017 — Убийство в «Восточном экспрессе»
- Серия «Таинственный поезд» в мультсериале Adventure Time
- 2019 — Загадочное убийство
- 2023 — Миссия невыполнима: Смертельная расплата, часть 1